# 大古力

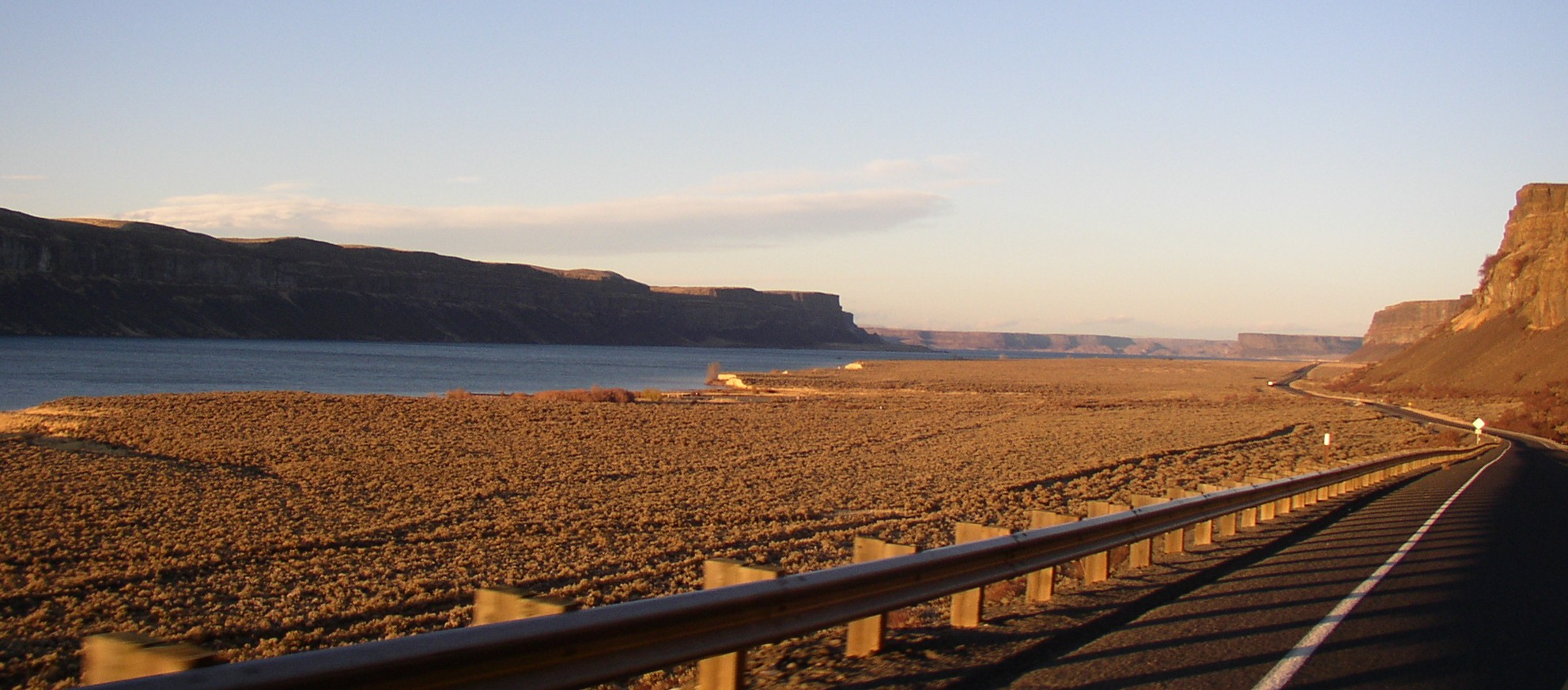
在大古力向北看

大古力（英語：Grand Coulee）是美国华盛顿州的一个古河床。 这个國家自然地標自向西南延伸，全长约60英里，西起大古力水壩，南至索普湖 ，由干瀑布分为上大古力和下大古力。

## 地质性历史
大古力是哥伦比亚河高原的一部分。这个地区有在下方的花岗石基岩，4,000至6,000万年前在地球核心形成的。土地於數百万年的时间升沈，最终造成若干小山，以及内陆海。
喀斯喀特山脈1,000萬至1,500萬年前火山爆發，熔岩流進內陸海。在某些地區，玄武岩厚度達2,000公尺﹝6,600英呎﹞，其餘地區較早形成的花崗岩仍然露出水面。
二百萬年前更新世開始，冰河時期的冰川形成，沖刷出哥倫比亞河高原，南至大古力以上的高地。大古力北部有些地區冰川厚度為3,000公尺﹝9,800英呎﹞。